# Khalid Choukoud
Khalid Choukoud (Fez, Marokko, 23 maart 1986) is een Nederlandse atleet van Marokkaanse komaf, die is gespecialiseerd in de lange afstand.
Khalid Choukoud, die rond de eeuwwisseling met zijn ouders van Marokko naar Nederland verhuisde, stapte eind 2004 na een blessure van het Thaiboksen over naar de atletiek en sloot zich aan bij het Haagse AV Sparta. Sindsdien maakte zijn atletiekcarrière in eerste instantie een stormachtige ontwikkeling door en behoorde hij binnen de kortste keren tot de Nederlandse juniorentop op de 5 en 10 kilometer. Medio 2007 kwam er echter een enorme kink in de kabel, toen hij door de Atletiekunie voor twee jaar werd geschorst vanwege een dopingaffaire.

## Biografie

### Juniorenkampioen
Khalid's aanleg voor op de lange afstanden werd het eerst opgemerkt tijdens het hardlopen met de wedstrijdgroep voor het thaiboksen van Arif Gym uit Den Haag, hij legde afstanden van 10 km en 15 km in veel minder tijd af.
Op 2 april 2005 werd Khalid Choukoud in het Brabantse Drunen als A-junior Nederlands kampioen op de 10.000 m op de baan bij de senioren met een tijd van 30.12,06. Met die prestatie bevestigde hij zijn goede vorm, die hij eerder dat jaar tijdens de nationale veldloopkampioenschappen reeds had getoond. Op 27 februari was hij in Roggel en Neer namelijk al crosskampioen geworden bij de A-junioren. Aan het eind van het jaar bleek de in Drunen door Choukoud gerealiseerde tijd goed voor de op een na beste jaarprestatie in Nederland. Bij de Europese kampioenschappen veldlopen lag hij op medaillekoers, maar viel hij in de laatste ronde terug naar een elfde plek.
In 2006, zijn eerste jaar bij de senioren, bevestigde Khalid zijn aanleg op de lange afstanden. Weliswaar zat er dit jaar geen nationale titel voor hem in, maar met een bronzen plak op de 10.000 m en een vierde plaats op de 5000 m liet hij zich tijdens de nationale kampioenschappen opnieuw nadrukkelijk gelden. Gezien zijn in 2006 gevestigde of verbeterde persoonlijke records (3000 m: 8.26,85; 5000 m: 14.11,74; 10.000 m: 29.21,98) was de atleet, die inmiddels naar Haag Atletiek was overgestapt, sindsdien voor de Nederlandse hardloopelite op de lange afstanden een niet te onderschatten concurrent.

### Twee jaar geschorst
Op 6 juli 2007 bracht de Atletiekunie een persbericht uit, dat er een ordemaatregel aan Khalid was opgelegd in verband met een positieve dopinguitslag na een wedstrijd op 2 juni 2007 in Neerpelt. Dit hield in dat hij niet mocht deelnemen aan wedstrijden, competities of evenementen die onder de auspiciën stonden van de Atletiekunie, de EAA of de IAAF. Een contra-expertise, die was uitgevoerd op 4 juli 2007, had de uitslag van stanozolol in zijn urine bevestigd. Khalid heeft aangegeven een felle tegenstander te zijn van doping en zegt geen verklaring te hebben voor de positieve controle. 'Ik was daar helemaal niet op voorbereid. Ik was volledig gericht op het EK onder 23. Ik werd tweede op het NK 10.000 m in Utrecht en had daar al de limiet gelopen. Daar was echter geen dopingtest aanwezig. Ik moest vervolgens binnen 24 uur een test aanvragen maar dat wist ik niet. Twee dagen later belde de Atletiekunie dat de periode verstreken was. De enige kans die ik nog had om mij te kwalificeren was daarom in Neerpelt. Ik wist dus dat ik daar een dopingtest moest ondergaan. Ik zou wel gek zijn als ik dan verboden middelen zou gebruiken.'
Er is in de periode dat het nieuws naar buiten kwam veel gespeculeerd over hoe dit kon gebeuren. De atleet geeft zelf aan nog steeds niet exact te weten waar het middel in gezeten heeft. 'De testen om dat te onderzoeken zijn erg duur. Ik denk dat het spul in de voedingssupplementen heeft gezeten die ik samen met mijn toenmalige trainer, Mohammed Ben Sabahia, op trainingsstage in Marokko heb gekocht.'
Khalid vocht de schorsing aan, echter de tuchtcommissie van het onafhankelijke Instituut Sportrechtspraak heeft hem in een uitspraak van maart 2008 voor twee jaar geschorst met ingang van 4 juni 2007. De bezwaren van de advocaat van Khalid werden ongegrond verklaard en de schorsing werd onverminderd bekrachtigd.

### Andere trainer
Inmiddels trainde Choukoud al niet meer bij Ben Sabahia, maar werd hij begeleid door Bram Wassenaar. De reden voor de breuk met zijn trainer had te maken met het feit, dat de atleet geen enkel risico meer wilde lopen. 'Ik ben nog jong en heb nooit begeleiding gehad. Niemand vertelde mij waar ik op moest letten. Mijn trainer wist daar ook niet veel van. Maar ik kan het mij niet permitteren om dit nog een keer te laten gebeuren. Een tweede maal betekent levenslange schorsing. Ik moest daarom op zoek naar iemand die me beter kon begeleiden op dat gebied.'
Khalid Choukoud was vastbesloten om zich na zijn schorsing terug te vechten naar de top. Daarbij heeft hij veel waardering voor diegenen die hem in deze moeilijke periode hebben gesteund, zoals bondscoach Grete Koens en langeafstandsloper Greg van Hest. 'Hij was de eerste atleet die me mailde om me aan te moedigen om door te gaan. Dat was een enorme opsteker. Hij bood zelfs aan om me te helpen, bijvoorbeeld via de winkel, als dat nodig mocht zijn.' Zijn persoonlijke sponsor FysiOK zorgde ervoor, dat hij zich volledig kon gaan richten op het hardlopen en niet meer bezig hoefde te zijn met werken. Vanaf dat moment was hij fulltime atleet. Gelukkig had de atleet ook niet te klagen over zijn sponsor New Balance. Ook zij waren hem blijven steunen en hadden aangegeven dat hij altijd terechtkan als hij iets nodig had. Daarnaast heeft de atleet veel steun ervaren van zijn vereniging Haag Atletiek. Zij deden zeer veel voor hem en hadden al aangegeven dat ze bereid waren zijn trainingsstages te vergoeden.

### Comeback
Voor zijn herintreding had Khalid Choukoud een bijzonder moment uitgekozen, de wedstrijden om de Gouden Spike op 13 juni 2009 in Leiden. Na een testje op de 1500 m een week eerder in Den Haag, was dit zijn eerste grote wedstrijd na twee jaar schorsing. In een sterk bezette 3000 m kon hij in het kielzog van de Ier Mark Christie (winnaar in 7.50,23) goed meekomen met zijn leeftijdgenoten Abdi Nageeye en Michel Butter en finishte hij ten slotte als achtste in 8.02,21, al direct een persoonlijk record.
In april 2021 voldeed hij aan de Olympische marathon limiet van 2:11.30 tijdens een Europese kwalificatiewedstrijd in Siena, Italië. Met een tijd van 2:07.37, gelopen op de Marathon van Valencia in 2023 is hij nu de op een na snelste Nederlander aller tijden op de marathon.

## Nederlandse kampioenschappen
| Onderdeel                 | Jaar                               |
| ------------------------- | ---------------------------------- |
| 10.000 m                  | 2005, 2011, 2012, 2016             |
| 10 km                     | 2011, 2013, 2023                   |
| halve marathon            | 2011, 2013, 2014                   |
| marathon                  | 2016, 2021, 2022                   |
| veldlopen (lange afstand) | 2010, 2011, 2011, 2012, 2013, 2015 |

## Persoonlijke records
baan
| Onderdeel | Prestatie | Datum           | Plaats    |
| --------- | --------- | --------------- | --------- |
| 1500 m    | 3.48,25   | 8 augustus 2009 | Amsterdam |
| 3000 m    | 7.56,73   | 8 juli 2011     | Rhede     |
| 5000 m    | 13.39,33  | 18 juli 2009    | Heusden   |
| 10.000 m  | 28.26,82  | 30 juni 2012    | Helsinki  |

weg
| Onderdeel      | Prestatie     | Datum            | Plaats     |
| -------------- | ------------- | ---------------- | ---------- |
| 10 km          | 28.34         | 22 mei 2022      | Manchester |
| 15 km          | 43.13 (ex-NR) | 1 september 2019 | Tilburg    |
| 10 Eng. mijl   | 46.18 (NR)    | 1 september 2019 | Tilburg    |
| halve marathon | 1:01.53       | 6 oktober 2013   | Breda      |
| marathon       | 2:07.37       | 3 december 2023  | Valencia   |

## Prestaties

### 1500 m
- 2012: 9e Flynth Recordwedstrijden te Hoorn - 3.51,32

### 3000 m
- 2012: 4e Ter Specke Bokaal te Lisse - 8.07,82

### 5000 m
- 2009:  NK - 14.02,27
- 2010:  NK - 14.18,73
- 2011:  NK - 14.22,89

### 10.000 m
- 2005:  NK te Drunen - 30.12,06
- 2006:  NK te Vught - 29.21,98
- 2007: DNF Europacup
- 2007:  NK te Utrecht - 29.43,12
- 2011:  NK te Veenendaal - 29.42,95
- 2011: 6e Europacup - 28.53,63
- 2012:  NK te Emmeloord - 28.59,94
- 2012: 7e EK - 28.26,82
- 2016:  NK - 28.37,13

### 10 km
- 2005:  Goudse Nationale Singelloop - 29.58
- 2006: 16e Parelloop - 30.36
- 2011:  NK in Tilburg - 28.55
- 2012: 20e Parelloop - 29.37
- 2012: 13e Parelloop - 29.00
- 2013:  NK in Utrecht - 28.44
- 2014: 4e NK in Schoorl - 29.35
- 2015: 5e NK in Schoorl - 29.24
- 2015: 12e Parelloop - 29.54
- 2015: 10e Stadsloop Appingedam - 29.32
- 2016:  NK in Schoorl - 29.47
- 2016: 12e Parelloop - 30.30
- 2017: 7e NK in Schoorl - 29.43
- 2018: 8e Singelloop Utrecht - 28.49
- 2021: 4e NK 10 km - 29.26
- 2022: 8e Great Manchester Run - 28.34
- 2023: 4e Parelloop - 29.25
- 2023:  NK in Schoorl - 28.34

### 12 km
- 2011:  Zandvoort Circuit Run - 35.59[5]

### 15 km
- 2014: 9e Zevenheuvelenloop - 43.37,8
- 2015: 11e Zevenheuvelenloop - 45.00
- 2016: 12e Zevenheuvelenloop - 45.35
- 2016: 11e Montferland Run - 45.25
- 2016:  Bruggenloop - 45.25
- 2017: 11e Zevenheuvelenloop - 44.47
- 2019: 17e Zevenheuvelenloop - 44.36
- 2019: 21e Montferland Run - 46.35
- 2022: 10e Zevenheuvelenloop - 43.25

### 10 Eng. mijl
- 2012: 14e Dam tot Damloop - 47.09
- 2012: 16e Tilburg Ten miles - 48.01
- 2013: 6e Tilburg Ten Miles - 46.44
- 2014: 10e Tilburg Ten Miles - 47.43
- 2014: 12e Dam tot Damloop - 47.59
- 2015: 9e Tilburg Ten Miles - 46.40
- 2016: 9e Tilburg Ten Miles - 47.56
- 2017: 8e Tilburg Ten Miles - 47.43
- 2017: 11e Dam tot Damloop - 47.29
- 2018: 8e Tilburg Ten Miles - 47.52
- 2019:  Tilburg Ten Miles - 46.18
- 2022: 5e Dam tot Damloop - 46.29
- 2023: 10e Dam tot Damloop - 46.45

### halve marathon
- 2011: 9e halve marathon van Egmond - 1:04.27
- 2011:  NK (Bredase Singelloop) - 1:04.28[6] (7e overall)
- 2012: 6e halve marathon van Egmond - 1:03.13
- 2013: 10e halve marathon van Egmond - 1:02.58
- 2013: 15e City-Pier-City Loop - 1:03.16
- 2013:  NK in Venlo - 1:03.27
- 2013:  Bredase Singelloop 1:01.53
- 2014: 8e halve marathon van Egmond - 1:04.30
- 2014:  NK in Den Haag - 1:03.21 (11e overall)
- 2014: 7e Bredase Singelloop 1:02.56
- 2015: 9e halve marathon van Egmond - 1:05.06
- 2015: 9e City-Pier-City Loop - 1:02.52
- 2015: 6e Venloop - 1:02.31
- 2015: 5e halve marathon van Zwolle - 1:05.25
- 2016: 6e halve marathon van Egmond - 1:09.24
- 2016:  halve marathon van Leiden - 1:03.30
- 2016: DNF EK
- 2016: 4e Bredase Singelloop 1:02.56
- 2017: 9e City-Pier-City Loop - 1:04.07
- 2017: 9e halve marathon van Zwolle - 1:06.46
- 2018: 13e City-Pier-City Loop - 1:03.38
- 2019: 20e halve marathon van Bahrein - 1:03.22
- 2023:  halve marathon van Egmond - 1:08.20
- 2023: 10e Venloop - 1:03.03
- 2023: 4e CPC halve marathon - 1:02.55
- 2024: 8e halve marathon van Egmond - 1:05.23
- 2024: 6e City-Pier-City Loop - 1:03.31

### marathon
- 2014: 7e marathon van Rotterdam - 2:10.52
- 2015: 14e marathon van Amsterdam - 2:11.34
- 2016:  NK in Amsterdam - 2:11.23 (14e overall)
- 2019: 9e marathon van Eindhoven - 2:12.56
- 2021: 23e Tuscany Camp Marathon - 2:09.55
- 2021: DNF OS
- 2021:  NK in Amsterdam - 2:10.25 (18e overall)
- 2022:  NK in Amsterdam - 2:09.34 (14e overall)
- 2023: 10e marathon van Amsterdam - 2:08.36
- 2023: 23e marathon van Valencia - 2:07.37
- 2024: 58e OS - 2:15.25
- 2024: 10e marathon van Amsterdam - 2:09.30[7]

### veldlopen
- 2005  NK te Roggel, categorie Junioren A 8 km - 26.14
- 2005: 11e EK junioren - 18.55
- 2005: 95e WK voor junioren - 27.51
- 2006: 9e EK U23 - 23.29
- 2009:  Papendalcross te Arnhem (lange afstand = 8,1 km) - 24.29
- 2009:  Sylvestercross te Soest (lange afstand = 10,4 km) - 36.31
- 2010:  NK te Hellendoorn (lange afstand = 12,55 km) - 39.58
- 2010:  Warandeloop - 29.47
- 2010: 33e EK, Albufeira (9870 m) - 30.19
- 2011:  Mastboscross te Breda (beste Nederlander) 10,5 km - 34.02
- 2011:  NK te Hellendoorn (lange afstand = 12,55 km) - 39.04
- 2011:  NK (Warandeloop) - 30.42
- 2011: 8e EK - 29.27
- 2011:  Sylvestercross te Soest (lange afstand = 10,4 km) - 35.00
- 2012:  NK (Warandeloop) - 30.33
- 2012: 21e EK - 30.41
- 2013:  NK (Warandeloop) - 30.11
- 2013: 19e EK - 30.12
- 2014:  Warandeloop - 30.03
- 2014: 7e EK - 33.04
- 2014:  Sylvestercross (10,4 km) - 34.45
- 2015:  NK Abdijcross (10,5 km) - 33.12
- 2016:  Abdijcross (10,5 km) - 33.17
- 2016: 10e Warandeloop - 30.19
- 2017: 4e Abdijcross (10,5 km) - 34.33
- 2018: 8e Warandeloop - 29.56
- 2018: 4e Sylvestercross in Soest - 34.45

### overig
- 2005:  Maasstadloop (10 km)
- 2005:  Hilversum City Run (5 km)
- 2005:  City-Pier-City Loop (10 km)
- 2006:  Maastrichts Mooiste (5 km)
- 2006:  Florijnwinterloop (10 km)
- 2008:  Leidse Singelloop
- 2009:  Leidse Singelloop
- 2010:  Parnassia Laan van Meerdervoort Loop, (10 km)
- 2011:  Runner's World Zandvoort CircuitRun (12 km)
- 2014: 9e 4 Mijl van Groningen - 18.12
- 2018: 9e 4 Mijl van Groningen - 18.19